# Heck-reactie
De Heck-reactie is een chemische reactie die veel gebruikt wordt in de organische synthese. Ze is een palladium-gekatalyseerde koppelingsreactie, en bestaat uit de koppeling van een alkeen met de arylgroep van een arylhalogenide (meestal bromide; ook jodide, chloride of triflaat is mogelijk) in aanwezigheid van een base. Zowel eenvoudige alkenen als arylgesubstitueerde alkenen of elektrofiele alkenen zoals acrylesters kunnen gebruikt worden. Er moet minstens één waterstofatoom op de dubbele binding van het alkeen aanwezig zijn. Dit is nodig omdat anders de β-hydride-eliminatiestap (zie verder) niet kan doorgaan.
De reactie is bijzonder geschikt om een vinyl-zijketen aan te brengen op een aromatische ring. Als nevenproduct ontstaat een waterstofhalogenide, bijvoorbeeld HBr. Het algemeen reactieschema is:
De Heck-reactie is genoemd naar de Amerikaanse chemicus Richard F. Heck. Ze wordt ook wel de Mirozoki-Heck-reactie genoemd, omdat ze ook onafhankelijk van Heck, eerder reeds door Tsutomu Mirozoki en medewerkers werd beschreven. Heck kreeg hiervoor in 2010 de Nobelprijs voor de scheikunde, gedeeld met Ei'ichi Negishi en Akira Suzuki.

## Reactiemechanisme

Mechanisme van de Heck-reactie: A oxidatieve additie, B invoeging, C β-hydride-eliminatie, D reductieve eliminatie. In dit voorbeeld zijn de reagentie broombenzeen en methylacrylaat. Het palladium(0)-complex is tetrakis(trifenylfosfine)palladium(0) met trifenylfosfine als liganden L.

De katalytische cyclus begint met de oxidatieve additie (stap A) van het halogenide aan een palladium(0)-complex (1), dat daarbij omgezet wordt in een palladium(II)-complex (2). Palladium voegt zichzelf tussen in de broom-arylverbinding. Palladium vormt dan een π-complex (3) met de alkeen en in stap B voegt het alkeen zich in de palladium-koolstofbinding in. Stap C is een β-hydride-eliminatie waarin een nieuw palladium-alkeencomplex 5 ontstaat, waaruit het alkeen wordt afgesplitst. Ten slotte volgt een reductieve eliminatiestap D (omgekeerde van stap A) onder invloed van de base, waarin het palladium(0)-complex weer gevormd wordt met eliminatie van HBr. De base is bijvoorbeeld tri-ethylamine, natriumacetaat of kaliumcarbonaat.
Het reactiemechanisme is gelijkaardig aan dat van andere palladium-gekatalyseerde koppelingsreacties; bijvoorbeeld in de Suzuki-koppeling is een van de reagentia een aryl- of vinylboorzuur in plaats van een alkeen; in de Stille-reactie is het een organotinverbinding.
De Heck-reactie is stereospecifiek, een trans-gesubstitueerde dubbele binding blijft zijn configuratie behouden. De reactie tolereert ook veel functionele groepen, waardoor men minder met beschermende groepen hoeft te werken.

## Katalysator
Katalysatoren voor de Heck-reactie, en voor soortgelijke palladium-gekatalyseerde koppelingsreacties, zijn onder andere tetrakis(trifenylfosfine)palladium(0), palladium(II)acetaat of palladium(II)chloride. Deze laatste worden met bijvoorbeeld trifenylfosfine omgezet in de palladium(0)verbinding. Palladium-fosfinecomplexen zijn niet erg stabiel, waardoor de Heck-reactie niet bij al te hoge temperaturen kan doorgaan en onder een inerte atmosfeer. Er wordt veel onderzoek verricht naar meer actieve, stabielere en liefst ligandloze palladiumkatalysatoren. In een variatie van de Mirozoki-Heck-reactie, die gebruikmaakt van een ionische vloeistof, is palladium(II)acetaat, aangebracht op een silicagel, ook zonder ligand bruikbaar als katalysator.